# Ґонсево
Ґонсево (пол. Gąsewo) — село в Польщі, у гміні Бодзанув Плоцького повіту Мазовецького воєводства.
Населення — 121 особа (2011).
У 1975-1998 роках село належало до Плоцького воєводства.

## Демографія
Демографічна структура станом на 31 березня 2011 року:
|          | Загалом | Допрацездатний вік | Працездатний вік | Постпрацездатний вік |
| -------- | ------- | ------------------ | ---------------- | -------------------- |
| Чоловіки | 64      | 15                 | 38               | 11                   |
| Жінки    | 57      | 8                  | 33               | 16                   |
| Разом    | 121     | 23                 | 71               | 27                   |